# Laphria stuckenbergi
Laphria stuckenbergi là một loài ruồi trong họ Asilidae. Laphria stuckenbergi được Oldroyd miêu tả năm 1960. Loài này phân bố ở vùng nhiệt đới châu Phi.